# Штыкова, Елизавета Ивановна
Елизавета Ивановна Штыкова (28 октября 1907 года, с. Красное, ныне Палехский район, Ивановская область — 12 октября 1997 года, Иваново) — овцевод колхоза «Большевик» Палехского района Ивановской области.

## Биография
Родилась 28 октября 1907 года в селе Красное Палехского района Ивановской области в крестьянской семье. Русская. В семье было 10 детей и девочка с ранних лет работала в поле, помогала родителям.
В 1920-е годы вместе с мужем одна из первых вступила в сельхозартель, позднее колхоз «Большевик». Сначала работала скотницей на ферме, потом перешла к телятам. В предвоенные годы трудилась в поле, выращивала лен. В конце 1941 года был избрана председателем сельского совета. На этом хлопотном посту оставалась все военные годы.
После войны стала работать птичницей. В 1948 году, по предложению мужа — председателя колхоза «Большевик» — перешла на овцеферму. Взяла стадо овец 70—80 голов. Тогда считалось, что овцеводство не выгодно в условиях среднерусской полосы и почти не развивалось. Штыкова решила опровергнуть это мнение.
В первую очередь навела порядок с овцами: выбраковала плохих животных, с ветеринарами очистила от болезней, пополнила хорошими племенными овцами романовской породы. Добилась от правления строительства новой овчарни. Чтобы сократить падеж молодняка, разработала свой метод закалки ягнят — холодное содержание — и вскоре создала замечательное стадо. На её ферме был открыта республиканская школа передового опыта.
В 1963 году в колхозе уже была новая электрифицированная овчарня арочного типа, оборудованная водопроводом, кормокухней и подвесной дорогой для подачи кормов. Содержалось в овчарне 360 овцематок, а ухаживали за ними только двое — Елизавета Ивановна и её муж Александр Иванович, которого как инвалида войны освободили от обязанностей председателя. Воспитывались ягнята не совсем обычно: сурово, в холоде, даже в родильном отделении не было печки. В тот год, несмотря на затяжную морозную зиму, был получен приплод несколько сотен ягнят, в среднем от 100 маток 350 ягнят.
Указом Президиума Верховного Совета СССР от 11 января 1963 за самоотверженный труд и достижение в течение ряда лет высоких показателей по разведению романовских овец Штыковой Елизавете Ивановне присвоено звание Героя Социалистического Труда с вручением ордена Ленина и золотой медали «Серп и Молот».
Активно участвовала в общественной жизни. В разные года избиралась в Верховный Совет РСФСР, облисполком, президиум облсовпрофа, обком ВЛКСМ. Была делегатом 22 съезда партии, членом бюро обкома КПСС.
Работала на своей ферме до выхода на пенсию в 1967 году. В начале 1990-х годов переехала к сыну в областной центр — город Иваново. Скончалась 12 октября 1997 года. Похоронена на Богородском кладбище города Иваново.
Награждена двумя орденами Ленина, медалями, в том числе медалями ВДНХ.
В Ивановской области для тружеников сельского хозяйства была учреждена премия им. Штыковой.